# Ford Flex
Ford Flex - повнорозмірний кросовер виробництва Ford Motor Company. Його дизайн заснований на основі концепт-кару Ford Fairlane, представленому на Нью-Йоркському міжнародному автосалоні 2005 року. Серійний автомобіль був представлений на Нью-Йоркському міжнародному автосалоні 2007 року. Продаватися Flex почав влітку 2008 року, як модель 2009 року. Flex виготовляється на тому ж складальному конвеєрі, що і кросовери Edge та Lincoln MKX, на Оквіллському складальному заводі в Оквілл (Онтаріо), звідки перший Flex вийшов на початку червня 2008 року. Він прийшов на зміну мінівену Ford Freestar, тому став першим кросовером Ford, який поєднав в собі властивості мінівена і позашляховика. Крім цього, він також замінив аналогічний Taurus X. Flex продається тільки в США, Канаді і на Близькому Сході.

## Опис

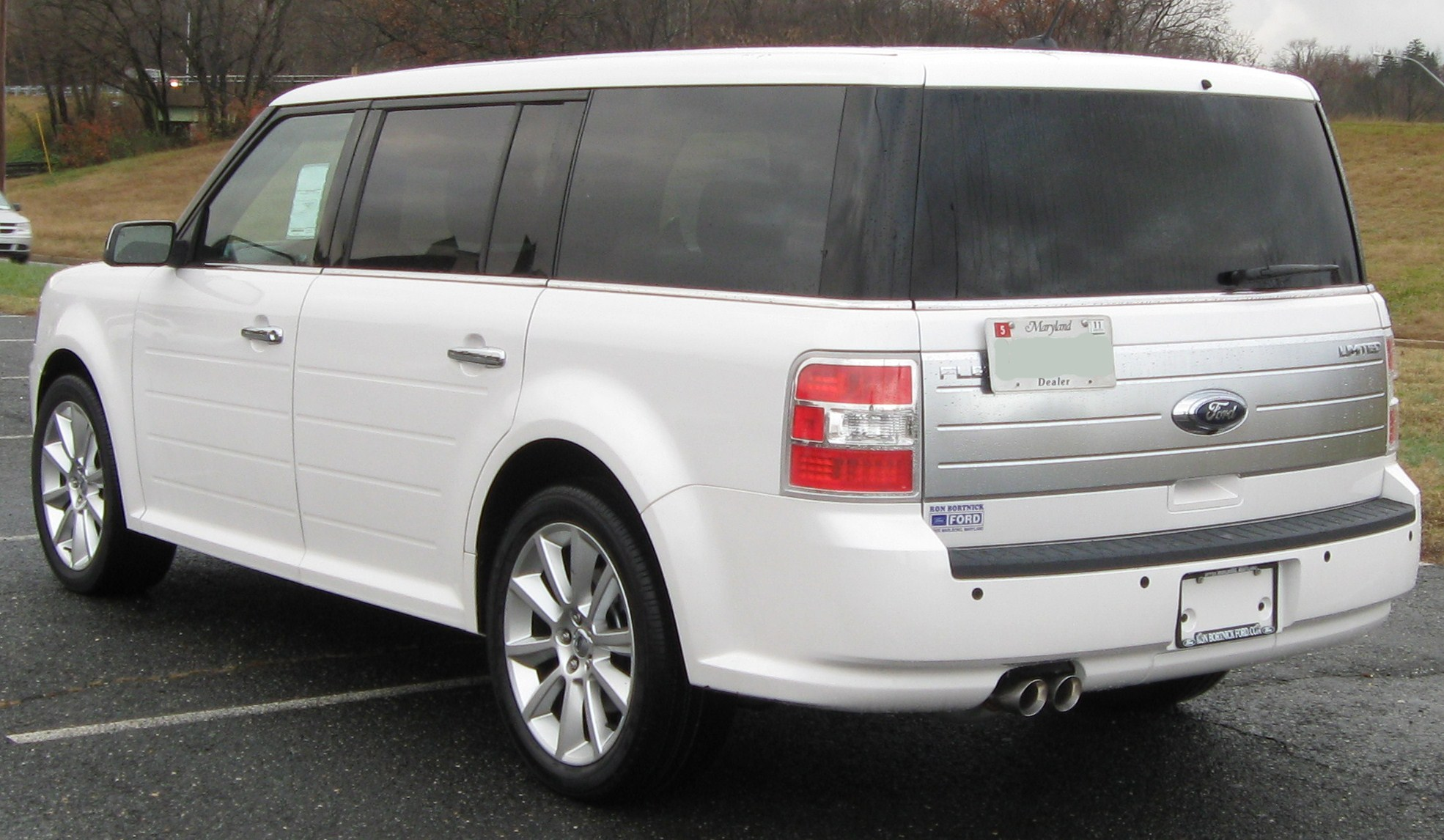
Ford Flex (2009–2012)

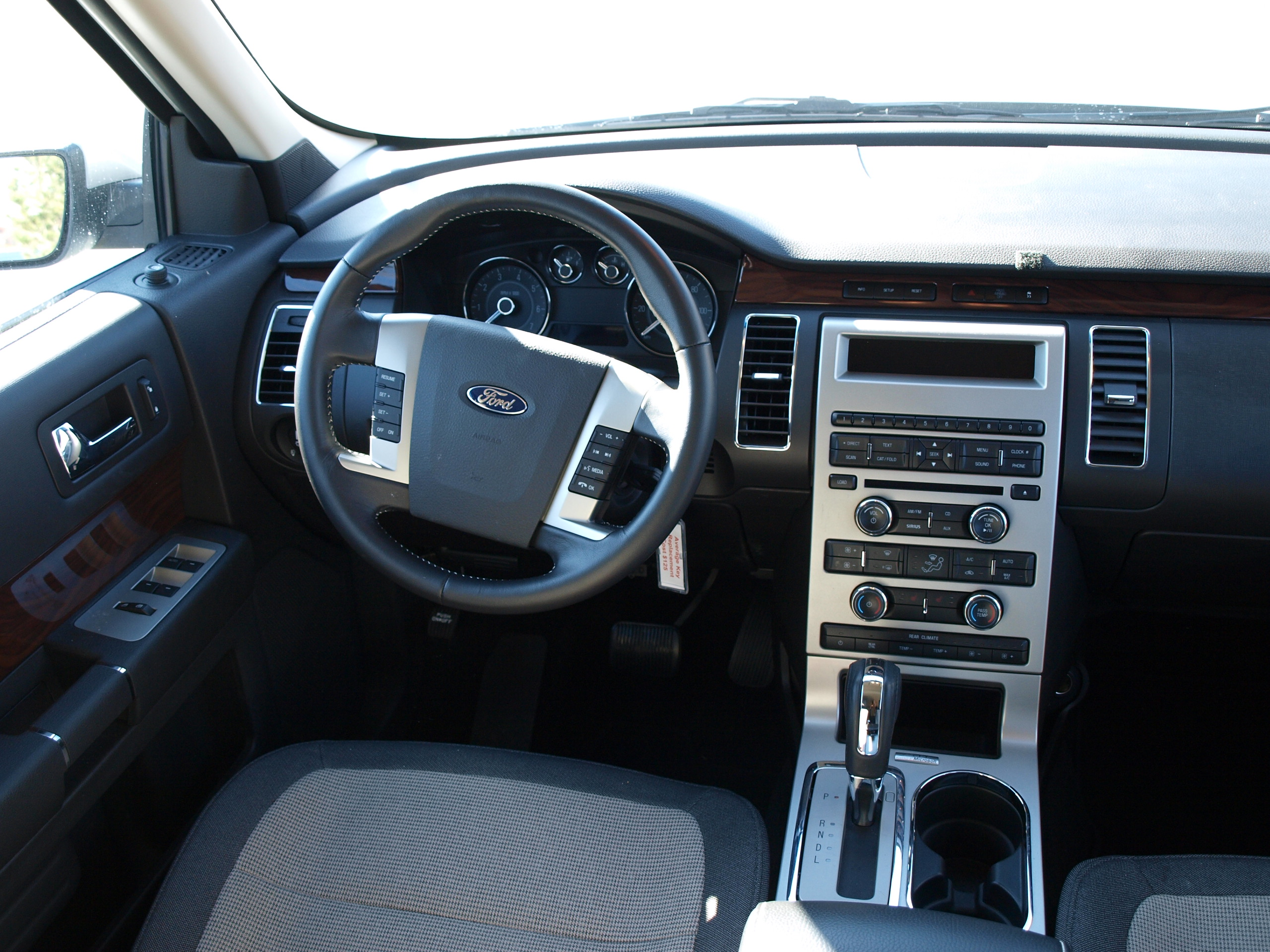

### 2009–2012 роки
У 2009 році Flex був представлений у трьох комплектаціях. Як і в інших автомобілях Ford, була базова модель SE, SEL середнього рівня та верхня комплектація Limited. Він був доступний у конфігурації з шістьма або семи пасажирськими сидіннями, останній мав багатомісне сидіння для другого ряду. Як частину дизайну даху Ford запропонував три кольори фарби даху: сріблястий, чорний, білий/кремовий і колір кузова.
Ford Flex 2009 року має сім місць для сидіння, включаючи регульовані і знімні підставки для ніг у пасажирів на задньому сидінні. Сидіння другого та третього ряду складаються до підлоги. Автомобіль має характерний для кросоверів необов'язковий внутрішній «мініхолодильник» в середній стійці між сидіннями другого ряду. Керована голосом система зв'язку та розваг, звана Ford Sync і розроблена спільно з Microsoft, поєднує функції стільникового телефону, супутникового радіо СІРІУС, програвача компакт-дисків, DVD-дисків та інших носіїв і навігаційної системи. Інтер'єр висвітлюється програмованим «світлом під настрій», що має сім кольорів, а також мультипанеллю Vista Roof, схожою на панель в Ford Edge, як стельове світло. Навігаційна система знаходиться на жорсткому диску для зберігання музики та зображень.
У 2010 році був доданий другий доступний двигун, оскільки 355-сильний двигун EcoBoost V6 з подвійним турбонаддувом став доступним для моделей SEL і Limited зі стандартним повним приводом. На моделях для США камери заднього виду були обмежені моделями з обмеженою комплектацією.
У 2012 році була додана система автоматичного паркування як опція для моделей верхньої комплектації.

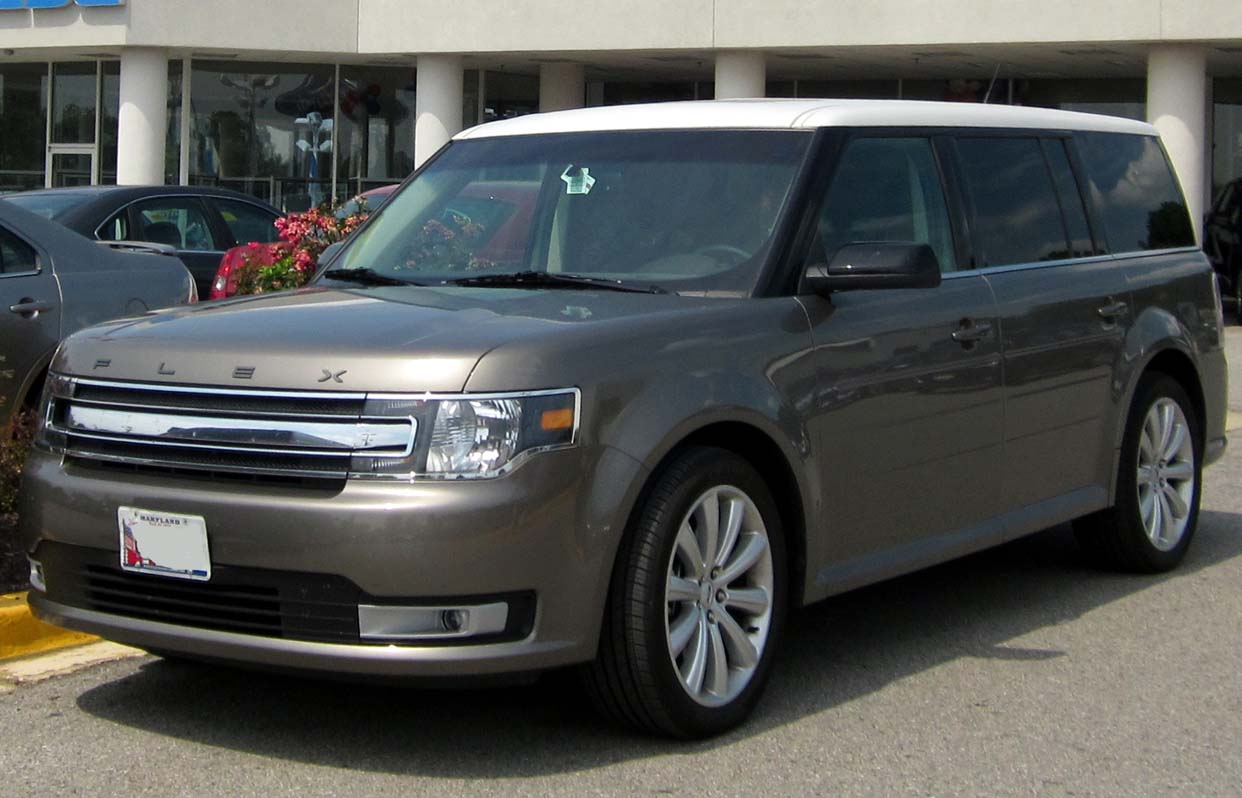
Ford Flex (2013–2019)

### 2013–2019 роки
У 2013 модельному році Flex отримав підтяжку обличчя в середині циклу, представлену на автосалоні в Лос-Анджелесі в 2011 році. Хоча лінія даху та двері були збережені, передня та задня частини зазнали серйозних змін. Перший складався з нового дизайну решітки без емблеми Ford; назву моделі було розміщено на капоті над решіткою. На дверях багажника емблему Ford зменшили в розмірах і перемістили в нижній правий кут. Всередині оновлена приладова панель, з’явилося нове 3-спицеве кермо. починаючи з 2013 року попередні пелюсткові перемикачі, встановлені на кермі, було видалено на користь кнопок перемикання вгору/вниз на головному селекторі передач.
Модель Flex 2019 року зазнала лише незначних змін і стала останнім роком для автомобіля.

## Двигуни
- 3.5 L Duratec V6 287 к.с.
- 3.5 L EcoBoost V6 355/365 к.с.

## Продажі в США
| Рік  | Продажі |
| ---- | ------- |
| 2008 | 14,457  |
| 2009 | 38,717  |
| 2010 | 34,227  |
| 2011 | 27,428  |